# Dio-et-Valquières
Dio-et-Valquières era una comuna francesa que estaba situada en el departamento de Hérault, de la región de Occitania, que el 1 de enero de 2025 pasó a formar parte de la comuna nueva de Lunas-les-Châteaux como comuna delegada.

## Historia
Fue creada entre 1790 y 1794 con la unión de las comunas de Dio y Valquières.

## Demografía
| Gráfica de evolución demográfica de Dio-et-Valquières entre 1800 y 2022 |
|                                                                         |

Los datos demográficos contemplados en este gráfico de la comuna de Dio-et-Valquières se han cogido de 1800 a 1999 de la página francesa EHESS/Cassini, y los demás datos de la página del INSEE.